# 2005 w literaturze
Wydarzenia literackie w 2005 roku.

## Wydarzenia

### Japonia
- W maju, w japońskim magazynie Manga Erotics F miała swoją premierę manga Natsume Ono Ristorante Paradiso.

### Polska
- Od 19 do 22 maja w Pałacu Kultury i Nauki w Warszawie odbyły się jubileuszowe 50. Międzynarodowe Targi Książki. Gościem honorowym targów była Szwajcaria[1].

## Proza beletrystyczna i literatura faktu

### Język polski

#### Pierwsze wydania
- Tomasz Bonek – Przeklęty skarb: Opowieść o klejnotach wartych 100 mln dolarów, które w czasach PRL wyrzucono na śmietnik
- Wojciech Giełżyński – Prywatna historia XX wieku (Rosner i Wspólnicy)
- Jan Himilsbach – Opowiadania zebrane (Wydawnictwo Vis-a-Vis/Etiuda)
- Maria Iwaszkiewicz – Z pamięci (Czytelnik)
- Bogusław Kierc – Szewski poniedziałek (Biuro Literackie)
- Urszula Kozioł – Supliki (Wydawnictwo Literackie)
- Marek Krajewski – Widma w mieście Breslau
- Stanisław Lem – Lata czterdzieste. Dyktanda (Wydawnictwo Literackie)
- Waldemar Łysiak – Ostatnia kohorta
- Dorota Masłowska – Paw królowej (Lampa i Iskra Boża)
- Marek Nowakowski
  - Nekropolis (Świat Książki)
  - Stygmatycy (Prószyński i S-ka)
- Eustachy Rylski – Warunek (Świat Książki)
- Hanna Samson – Wojna żeńsko-męska i przeciwko światu (Czarna Owca)
- Michał Witkowski – Lubiewo – (Ha!art)
- Rafał Ziemkiewicz – Ciało obce (Świat Książki)
- Bartosz Żurawiecki – Trzech panów w łóżku, nie licząc kota (Sic!)

#### Tłumaczenia
- Cecelia Ahern – P.S. Kocham Cię, przeł. Monika Wiśniewska (Świat Książki)
- Phil Hine – Magia chaosu (Condensed Chaos)
- Bohumil Hrabal – Różowy kawaler (Růžový kavalír)
- Isaac Bashevis Singer
  - Nawrócony (The Penitent)
  - Opowiadania dla dzieci (Stories for Children)
  - Urząd mojego ojca – kolejne opowieści (More Stories from My Father's Court)
- Austin Osman Spare
  - Księga Rozkoszy (The Book of Pleasure)
  - Piekło na ziemi (Earth Inferno)
- Raymond Queneau – Zazi w metrze (Zazie dans le métro), przeł. Maryna Ochab (Państwowy Instytut Wydawniczy)[2]
- Carlos Ruiz Zafón – Cień wiatru (La sombra del viento)

### Pozostałe języki
- Cecelia Ahern – Gdybyś mnie teraz zobaczył (If You Could See Me Now)
- Inio Asano – Solanin (ソラニン) – Tom 1
- P.D. James – The Lighthouse (A.A. Knopf)[3]
- Stephenie Meyer – Zmierzch (Twilight)
- Mari Okazaki – Suppli (サプリ) – Tom 2
- Jeanette Winterson – Brzemię: Mit o Heraklesie i Atlasie (Weight. The Myth of Atlas and Heracles)

## Poezja

### Język polski

#### Pierwsze wydania
- Jerzy Jarniewicz – Oranżada (Biuro Literackie, Wrocław)
- Andrzej Tadeusz Kijowski – Separacja. SMS-y poetyckie (Warszawa, 1985, ISBN 83-923292-5-2; ISBN 978-83-923292-5-1)
- Ryszard Krynicki – Kamień, szron
- Maciej Melecki – Bermudzkie historie
- Lucyna Skompska – Zakryte odkryte (Nowy Świat, Warszawa)
- Wisława Szymborska – Dwukropek (a5, Kraków)
- Eugeniusz Tkaczyszyn-Dycki – Dzieje rodzin polskich (Sic!, Warszawa)
- Wojciech Wencel – Imago mundi. Poemat (Fronda – AA, Warszawa-Kraków)
- Adam Zagajewski – Anteny (a5)

### Pozostałe języki
- Ivan Wernisch – Głowa na stole (Hlava na stole)

## Prace naukowe i biografie

### Język polski

#### Pierwsze wydania
- Biłgoraj czyli raj. Rodzina Singerów i świat, którego już nie ma, red. Monika Adamczyk-Garbowska, Bogusław Wróblewski (Wydawnictwo Uniwersytet Marii Curie-Skłodowskiej, Lublin)
- Leszek Engelking – Codzienność i mit. Poetyka, programy i historia Grupy 42 w kontekstach dwudziestowiecznej awangardy i postawangardy (Wydawnictwo Uniwersytetu Łódzkiego, Łodź)
- Jerzy Jarzębski
  - Proza dwudziestolecia
  - Prowincja centrum. Przypisy do Schulza
- Wojciech Kruszewski – Deus desideratus. Sacrum w poetyckim dziele Tadeusza Różewicza (Wydawnictwo KUL, Lublin)
- Anna Sobieska (ur. 1973) – Twórczość Leśmiana w kręgu filozoficznej myśli symbolizmu rosyjskiego (Universitas)[4]
- Andrzej Walicki – Zarys myśli rosyjskiej od Oświecenia do renesansu religijno-filozoficznego

### Pozostałe języki

#### Pierwsze wydania
- Volker Dehs – Jules Verne. Eine kritische Biographie, Artemis & Winkler, Düsseldorf, ISBN 3-538-07208-6
- Stanislao Loffreda – Cafarnao. Vol. V. Documentazione fotografica degli scavi

## Zmarli
- 7 stycznia – Pierre Daninos, francuski pisarz i dziennikarz (ur. 1913)
- 21 stycznia – Theun de Vries, holenderski pisarz i poeta (ur. 1907)
- 24 stycznia
  - Władysław Panas, teoretyk i historyk literatury (ur. 1947)
  - Władimir Sawczenko, ukraiński pisarz s-f (ur. 1933)
- 29 stycznia – Ephraim Kishon, izraelski pisarz, felietonista i satyryk (ur. 1924)
- 6 lutego – Armin Müller,  niemiecki poeta, prozaik i aforysta (ur. 1928)
- 10 lutego
  - Jean Cayrol, francuski poeta i prozaik (ur. 1911)
  - Arthur Miller, amerykański dramaturg (ur. 1915)
- 11 lutego – Jack L. Chalker, amerykański pisarz science fiction (ur. 1944)
- 19 lutego – Henryk Vogler, polski pisarz i krytyk literacki (ur. 1911)
- 20 lutego – Hunter S. Thompson, amerykański dziennikarz i pisarz (ur. 1937)
- 21 lutego – Guillermo Cabrera Infante, kubański pisarz, eseista i tłumacz (ur. 1922)
- 28 lutego – Mario Luzi, włoski poeta (ur. 1914)
- 4 marca – Carlos Sherman, białoruski poeta, pisarz, tłumacz, krytyk literacki (ur. 1934)
- 13 marca – Janusz Berner, polski poeta (ur. 1947)
- 17 marca – Andre Norton, amerykańska pisarka (ur. 1912)
- 30 marca – Robert Creeley, amerykański pisarz (ur. 1926)
- 2 kwietnia – Alois Vogel, austriacki pisarz i poeta (ur. 1922)
- 5 kwietnia – Saul Bellow, amerykański pisarz, noblista (ur. 1915)
- 6 kwietnia – Adolf Momot, polski poeta i prozaik (ur. 1931)
- 7 kwietnia – Max von der Grün, niemiecki pisarz (ur. 1926)
- 13 kwietnia – Julia Darling, angielska pisarka, poetka i dramaturg (ur. 1956)
- 15 kwietnia – Kazimierz Koźniewski, polski prozaik, eseista, reportażysta (ur. 1919)
- 22 kwietnia – Erika Fuchs, niemiecka tłumaczka (ur. 1906)
- 26 kwietnia – Augusto Roa Bastos, paragwajski powieściopisarz, dramaturg, poeta i dziennikarz (ur. 1917)[5]
- 4 maja – József Holdosi, węgierski pisarz narodowości romskiej (ur. 1951)
- 29 maja – Józef Lenart, polski pisarz i dziennikarz (ur. 1931)
- 30 maja – Tomasz Pacyński, polski pisarz (ur. 1958)
- 6 czerwca – Anna Pogonowska, polska poetka (ur. 1922)
- 9 czerwca – Richard Eberhart, amerykański poeta (ur. 1904)
- 29 czerwca – Tymoteusz Karpowicz, polski poeta, prozaik, dramaturg i tłumacz (ur. 1921)
- 30 czerwca – Christopher Fry, angielski poeta i dramaturg (ur. 1907)
- 6 lipca
  - Evan Hunter, amerykański pisarz i scenarzysta (ur. 1925)
  - Claude Simon, francuski pisarz, noblista (ur. 1913)
- 9 lipca – Stanisław Stanuch, polski pisarz, publicysta, reportażysta (ur. 1931)
- 3 sierpnia – Françoise d’Eaubonne, francuska pisarka, eseistka i poetka (ur. 1920)
- 6 sierpnia – Vizma Belševica, łotewska poetka, pisarka, tłumaczka (ur. 1931)
- 22 sierpnia – Mati Unt, estoński pisarz (ur. 1944)
- 26 sierpnia – Wolfgang Bauer, austriacki pisarz (ur. 1941)
- 14 września – Vladimir Volkoff, francuski pisarz (ur. 1932)
- 16 września – Harold Q. Masur, amerykański prawnik i autor powieści kryminalnych (ur. 1909)
- 2 października – August Wilson, amerykański scenarzysta i dramaturg (ur. 1945)
- 10 października – Wayne Booth, amerykański literaturoznawca (ur. 1921)
- 13 października – István Eörsi, węgierski pisarz, tłumacz, filolog (ur. 1931)
- 17 października
  - Ba Jin, chiński pisarz (ur. 1904)
  - Ludmiła Marjańska, polska poetka, prozaiczka i tłumaczka literatury angielskiej (ur. 1923)
- 11 listopada – Klaus Frühauf, niemiecki pisarz s-f (ur. 1933)
- 16 listopada – Helena Wolny, polska poetka (ur. 1924)
- 24 listopada – Harry Thürk, niemiecki pisarz (ur. 1927)
- 1 grudnia
  - Mary Hayley Bell, angielska pisarka i aktorka (ur. 1911)
  - Rudolf Ströbinger, niemiecki pisarz i publicysta (ur. 1931)
- 9 grudnia
  - Helmut Sakowski, niemiecki pisarz i dramaturg (ur. 1924)
  - Robert Sheckley, amerykański pisarz science-fiction (ur. 1928)
- 16 grudnia – Kenneth Bulmer, angielski pisarz fantastyki (ur. 1921)

## Nagrody
- Nagroda Nobla – Harold Pinter
- Nagroda Kościelskich – Jacek Dehnel
- Nagroda Nike – Andrzej Stasiuk, Jadąc do Babadag
- Nagroda Goncourtów – François Weyergans, Trois jours chez ma mère
- Nagroda Franza Kafki – Harold Pinter
- Nagroda Cervantesa – Sergio Pitol
- Nagroda Pulitzera w dziedzinie poezji – Ted Kooser, Delights & Shadows
- Nagroda Pulitzera w dziedzinie dramatu – John Patrick Shanley, Doubt: A Parable